# デニス・オッペンハイム

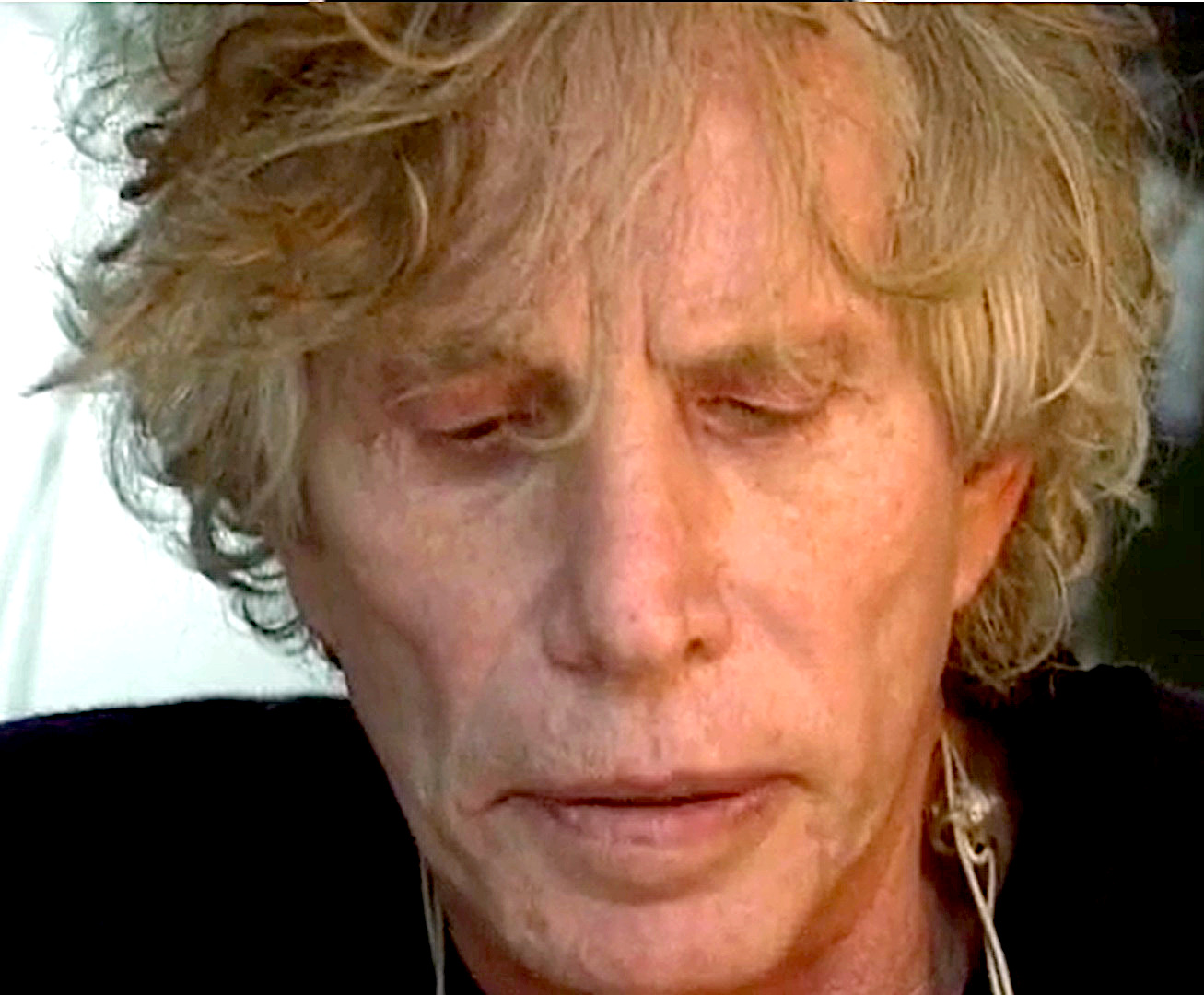
Dennis Oppenheim

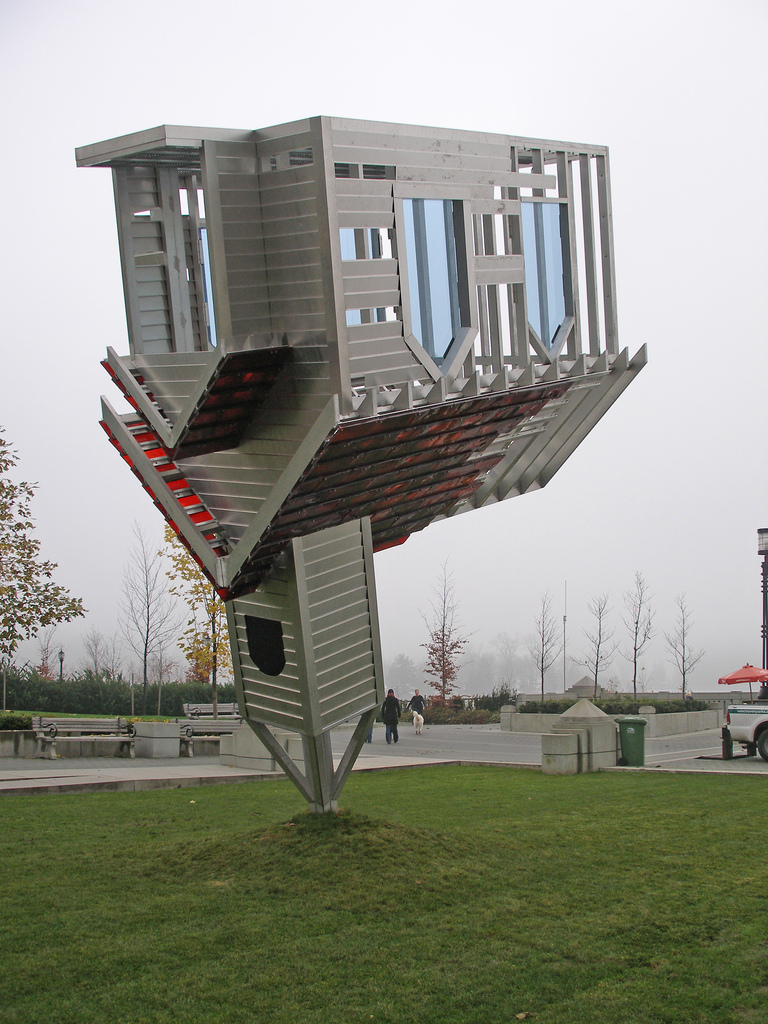
Device to Root out Evil （カナダ・バンクーバー）

デニス・オッペンハイム（英: Dennis Oppenheim、1938年 - 2011年1月22日）は、アメリカ合衆国のコンセプチュアル・アーティスト、環境アーティスト。ワシントン州エレクトリックシティ出身。
2011年1月22日、肝癌のためニューヨークで亡くなった。72歳没。
コンセプチュアル・アートやパフォーマンス・アートの他、彫刻でも活躍し、作品はパリのポンピドー・センターや米国のニューヨーク近代美術館など世界各地の美術館に収蔵されている。1988年のソウル五輪の際にはオリンピック公園内に屋外彫刻作品を委託された。2017年には、韓国釜山市の海雲台に設置されていた作品が著作権者の許可なく市当局によって廃棄処分され、物議を醸した。